# Matthias Ettrich
Matthias Ettrich (nascido em 14 de junho de 1972 em Bietigheim-Bissingen, sul da Alemanha) é um cientista da computação conhecido por ter criado o ambiente desktop livre KDE e também iniciado o projeto LyX.

## Projetos de Software Livre
Matthias Ettrich iniciou o projeto LyX  em 1995, onde implementou uma IDE gráfica para LaTeX.
Após esta primeira contribuição, Ettrich continuou a interessar-se por interfaces gráficas de usuário (GUI). Em 1996, 
Matthias envia um e-mail para uma lista de discussão procurando desenvolvedores para iniciar um projeto de interface gráfica para sistemas baseados em Unix utilizando a biblioteca gráfica Qt.
Nascia aí o projeto KDE, na época sigla para Kool Desktop Enviroment.. Hoje a palavra KDE deixou de representar uma sigla e passou a significar a própria comunidade em torno do projeto, enquanto o projeto de software em si passou a chamar-se KDE SC (KDE Software Compilation) 

## Prêmios e Honrarias
Em 6 de novembro de 2009, Matthias Ettrich foi honrado com a Cruz do Mérito Federal Alemão (Bundesverdienstkreuz) como reconhecimento por suas contribuições ao Software Livre e por trabalhar seu conhecimento ao bem comum, nesse caso, na forma de software , sendo uma das pessoas mais jovem a receber esta honra.